# 于鏊
于鏊（1470年—1548年），字器之，號雲心，直隸滁州衛（今安徽滁州市）旗籍扬州府仪真县人。明朝政治人物，正德戊辰進士。官至貴州按察使。

## 生平
于鏊先世为扬州仪真人，元末迁居至滁州。于鏊在弘治五年（1492年）壬子应天乡试中式第十名举人，正德三年（1508年）戊辰科会试二百九十三名，廷试二甲四十三名進士，任戶部四川司主事，正德五年（1509年），拜廣西道監察御史，不久奉敕督长芦盐法，兼视河道。正德十一年（1516年）升浙江按察司副使，擒大盜湯毛九等。嘉靖元年（1522年）升山東按察使，因为考察被調任貴州按察使，嘉靖四年入京觐见後致仕歸鄉。

## 著作
著有《六書本義》。

## 家族
曾祖于和。祖于能。父于瑾。母莊氏；继母麻氏、周氏。重庆下，弟敷、效。
子男九：长子野亨，贡士，山东城武知县，奔丧后百日卒，娶张氏。次成亨，先于父亲七年卒，娶李氏。次光亨，大学生，先九年卒，娶王氏。次节亨，蚤卒。俱余氏出。次贲亨，孔出。次心亨，亦早卒。次复亨、中亨、永亨，俱侧室沈氏出。